# Élections départementales de 2021 dans les Ardennes
Les élections départementales dans les Ardennes ont lieu les 20 et 27 juin 2021.

## Contexte départemental

### Assemblée départementale sortante
Avant les élections, le Conseil départemental des Ardennes est présidé par Noël Bourgeois (LR). 
Il comprend 38 conseillers départementaux issus des 19 cantons des Ardennes. 
| Président du Conseil départemental   |       |       |      |                             |
| Noël Bourgeois (LR)                  |       |       |      |                             |
| Parti                                | Sigle | Sigle | Élus | Groupes                     |
| Majorité (31 sièges)                 |       |       |      |                             |
| Les Républicains                     |       | LR    | 21   | Majorité départementale     |
| Divers droite                        |       | DVD   | 6    | Majorité départementale     |
| Union des démocrates et indépendants |       | UDI   | 3    | Majorité départementale     |
| Debout la France                     |       | DLF   | 1    | Majorité départementale     |
| Opposition (7 sièges)                |       |       |      |                             |
| Parti socialiste                     |       | PS    | 4    | Un avenir pour les Ardennes |
| Divers gauche                        |       | DVG   | 2    | Un avenir pour les Ardennes |
| La République en marche              |       | LREM  | 1    | Un avenir pour les Ardennes |

## Système électoral
Les élections ont lieu au scrutin majoritaire binominal à deux tours. Le système est paritaire : les candidatures sont présentées sous la forme d'un binôme composé d'une femme et d'un homme avec leurs suppléants (une femme et un homme également).
Pour être élu au premier tour, un binôme doit obtenir la majorité absolue des suffrages exprimés et un nombre de suffrages au moins égal à 25 % des électeurs inscrits. Si aucun binôme n'est élu au premier tour, seuls peuvent se présenter au second tour les binômes qui ont obtenu un nombre de suffrages au moins égal à 12,5 % des électeurs inscrits, sans possibilité pour les binômes de fusionner. Est élu au second tour le binôme qui obtient le plus grand nombre de voix.

## Résultats à l'échelle du département

### Résultats par nuances du ministère de l'Intérieur
Les nuances utilisées par le ministère de l'Intérieur ne tiennent pas compte des alliances locales.
| Binômes                  | Binômes                             | Binômes                  | Premier tour | Premier tour | Premier tour | Second tour | Second tour   | Second tour | Total | +/-           |  |
| Binômes                  | Binômes                             | Binômes                  | Voix         | %            | Sièges       | Voix        | %             | Sièges      | Total | +/-           |  |
| ------------------------ | ----------------------------------- | ------------------------ | ------------ | ------------ | ------------ | ----------- | ------------- | ----------- | ----- | ------------- |  |
|                          | Divers droite                       | DVD                      | 18 000       | 19,97        | 0            | 26 308      | 27,30         | 10          | 10    | 6             |  |
|                          | Union à gauche avec des écologistes | UGE                      | 3 062        | 3,40         | 0            | 5 149       | 5,34          | 0           | 0     | Nv.           |  |
|                          | Union à gauche                      | UG                       | 10 601       | 11,76        | 0            | 9 731       | 10,10         | 2           | 2     | en stagnation |  |
|                          | Divers gauche                       | DVG                      | 13 320       | 14,78        | 0            | 17 809      | 18,48         | 6           | 6     | 2             |  |
|                          | Rassemblement national              | RN                       | 12 755       | 14,15        | 0            | 1 454       | 1,51          | 0           | 0     | en stagnation |  |
|                          | Union à droite                      | UD                       | 9 033        | 10,02        | 0            | 12 546      | 13,02         | 6           | 6     | 18            |  |
|                          | Divers                              | DIV                      | 4 036        | 4,48         | 0            | 5 663       | 5,88          | 2           | 2     | 2             |  |
|                          | Union au centre et à gauche         | UCG                      | 1 944        | 2,16         | 0            | 2 888       | 3,00          | 0           | 0     | Nv.           |  |
|                          | Écologistes                         | ECO                      | 2 729        | 3,03         | 0            |             |               |             | 0     | Nv.           |  |
|                          | Parti communiste français           | COM                      | 2 590        | 2,87         | 0            | 0           | en stagnation |             |       |               |  |
|                          | La République en marche             | REM                      | 1 151        | 1,28         | 0            | 0           | Nv.           |             |       |               |  |
|                          | Modem                               | MDM                      | 282          | 0,31         | 0            | 0           | en stagnation |             |       |               |  |
|                          |                                     |                          |              |              |              |             |               |             |       |               |  |
| Suffrages exprimés       | Suffrages exprimés                  | Suffrages exprimés       | 90 145       | 96,18        |              | 96 369      | 94,32         |             |       |               |  |
| Votes blancs             | Votes blancs                        | Votes blancs             | 2 325        | 2,48         | 3 691        | 3,61        |               |             |       |               |  |
| Votes nuls               | Votes nuls                          | Votes nuls               | 1 253        | 1,34         | 2 110        | 2,07        |               |             |       |               |  |
| Total                    | Total                               | Total                    | 93 723       | 100          | 0            | 102 170     | 100           | 26          | 26    | en stagnation |  |
| Abstentions              | Abstentions                         | Abstentions              | 157 155      | 62,64        |              | 148 851     | 59,30         |             |       |               |  |
| Inscrits / participation | Inscrits / participation            | Inscrits / participation | 250 878      | 37,36        | 251 021      | 40,70       |               |             |       |               |  |

### Élus par canton
| Canton                 | Conseiller Sortant          | Parti | Parti | Conseiller élu           | Parti | Parti |
| ---------------------- | --------------------------- | ----- | ----- | ------------------------ | ----- | ----- |
| Attigny                | Dominique Arnould           |       | DVD   | Dominique Arnould        |       | DVD   |
| Attigny                | Noël Bourgeois              |       | LR    | Noël Bourgeois           |       | LR    |
| Bogny-sur-Meuse        | Élisabeth Bonillo-Deram     |       | PS    | Élisabeth Bonillo-Deram  |       | PS    |
| Bogny-sur-Meuse        | Érik Pilardeau              |       | LREM  | Kévin Gengoux            |       | DVG   |
| Carignan               | Sylvie Tordo                |       | LR    | Sylvie Tordo             |       | LR    |
| Carignan               | Marc Wathy                  |       | DVD   | Marc Wathy               |       | DVD   |
| Charleville-Mézières-1 | Michel Normand              |       | DVD   | Michel Normand           |       | DVD   |
| Charleville-Mézières-1 | Nathalie Robcis             |       | UDI   | Nathalie Robcis          |       | UDI   |
| Charleville-Mézières-2 | Pierre Cordier              |       | LR    | Pierre Cordier           |       | LR    |
| Charleville-Mézières-2 | Catherine Degembe           |       | LR    | Catherine Degembe        |       | LR    |
| Charleville-Mézières-3 | Robert Chauderlot           |       | DVD   | Robert Chauderlot        |       | DVD   |
| Charleville-Mézières-3 | Else Joseph                 |       | LR    | Else Joseph              |       | LR    |
| Charleville-Mézières-4 | Jean-François Leclet        |       | UDI   | Eddy Czarny              |       | DVG   |
| Charleville-Mézières-4 | Marie-José Moser            |       | UDI   | Marie-José Moser         |       | UDI   |
| Château-Porcien        | Renaud Averly               |       | LR    | Renaud Averly            |       | LR    |
| Château-Porcien        | Bérengère Poletti           |       | LR    | Ingrid Boucher           |       | DVD   |
| Givet                  | Isabelle Coquet             |       | LR    | Jean-Pol Devresse        |       | DVD   |
| Givet                  | Claude Wallendorff          |       | DVD   | Fabienne Goffette        |       | DVD   |
| Nouvion-sur-Meuse      | Brigitte Loizon             |       | DVG   | Brigitte Loizon          |       | DVG   |
| Nouvion-sur-Meuse      | Hugues Mahieu               |       | DVG   | Christophe Marot         |       | DVG   |
| Rethel                 | Joseph Afribo               |       | LR    | Michel Kociuba           |       | DVD   |
| Rethel                 | Michèle Larange-Lozano Rios |       | LR    | Stéphanie Simon          |       | DVD   |
| Revin                  | Dominique Ruelle            |       | PS    | Dominique Ruelle         |       | PS    |
| Revin                  | Benoît Sonnet               |       | PS    | Mathieu Sonnet           |       | DVG   |
| Rocroi                 | Noëlle Devie                |       | LR    | Brice Fauvarque          |       | LR    |
| Rocroi                 | Benoît Huré                 |       | LR    | Mélanie Stevenin         |       | DVD   |
| Sedan-1                | Jean Godard                 |       | LR    | Jean Godard              |       | LR    |
| Sedan-1                | Évelyne Welter              |       | UDI   | Inès Regnault de Montgon |       | LREM  |
| Sedan-2                | Anne Dumay                  |       | DVD   | Anne Dumay               |       | DVD   |
| Sedan-2                | Thierry Maljean             |       | LR    | Thierry Maljean          |       | LR    |
| Sedan-3                | Odile Berteloodt            |       | LR    | Odile Berteloodt         |       | LR    |
| Sedan-3                | André Drouard               |       | LR    | Alban Collinet           |       | DVD   |
| Signy-l'Abbaye         | Patrick Demorgny            |       | LR    | Mélanie Lesieur          |       | DVD   |
| Signy-l'Abbaye         | Françoise Jeannelle         |       | LR    | Lionel Vuibert           |       | DVD   |
| Villers-Semeuse        | Jérémy Dupuy                |       | PS    | Jérémy Dupuy             |       | PS    |
| Villers-Semeuse        | Dominique Nicolas-Viot      |       | DVG   | Cathy Ninin              |       | DVG   |
| Vouziers               | Yann Dugard                 |       | DVD   | Yann Dugard              |       | DVD   |
| Vouziers               | Anne Fraipont               |       | LR    | Anne Fraipont            |       | LR    |

## Résultats par canton
Les binômes sont présentés par ordre décroissant des résultats au premier tour. En cas de victoire au second tour du binôme arrivé en deuxième place au premier, ses résultats sont indiqués en gras. 

### Canton d'Attigny
| Candidats                | Candidats                 | Partis                   | Nuance                   | Premier tour | Premier tour |
| Candidats                | Candidats                 | Partis                   | Nuance                   | Voix         | %            |
| ------------------------ | ------------------------- | ------------------------ | ------------------------ | ------------ | ------------ |
|                          | Dominique Arnould         | DVD                      | UD                       | 2 395        | 63,58        |
|                          | Noël Bourgeois            | LR                       | UD                       | 2 395        | 63,58        |
|                          | Maria Das Dores Guerreiro | RN                       | RN                       | 998          | 26,49        |
|                          | Hervé Lahotte             | RN                       | RN                       | 998          | 26,49        |
|                          | Joffrey Demeyer           | PCF                      | COM                      | 374          | 9,93         |
|                          | Galina Macquart           | PCF                      | COM                      | 374          | 9,93         |
|                          |                           |                          |                          |              |              |
| Suffrages exprimés       | Suffrages exprimés        | Suffrages exprimés       | Suffrages exprimés       | 3 767        | 92,56        |
| Votes blancs             | Votes blancs              | Votes blancs             | Votes blancs             | 195          | 4,79         |
| Votes nuls               | Votes nuls                | Votes nuls               | Votes nuls               | 108          | 2,65         |
| Total                    | Total                     | Total                    | Total                    | 4 070        | 100          |
| Abstention               | Abstention                | Abstention               | Abstention               | 5 186        | 56,03        |
| Inscrits / participation | Inscrits / participation  | Inscrits / participation | Inscrits / participation | 9 256        | 43,97        |

### Canton de Bogny-sur-Meuse
| Candidats                | Candidats                | Partis                   | Nuance                   | Premier tour | Premier tour | Second tour | Second tour |
| Candidats                | Candidats                | Partis                   | Nuance                   | Voix         | %            | Voix        | %           |
| ------------------------ | ------------------------ | ------------------------ | ------------------------ | ------------ | ------------ | ----------- | ----------- |
|                          | Elisabeth Bonillo-Deram  | PS                       | DVG                      | 1 495        | 49,60        | 2 016       | 67,86       |
|                          | Kévin Gengoux            | SE                       | DVG                      | 1 495        | 49,60        | 2 016       | 67,86       |
|                          | Jacky Amerand            | RN                       | RN                       | 830          | 27,54        | 955         | 32,14       |
|                          | Shanonn Henriet          | RN                       | RN                       | 830          | 27,54        | 955         | 32,14       |
|                          | Denis Disy               | LR                       | LR                       | 689          | 22,86        |             |             |
|                          | Katty Quaegebeur         | LR                       | LR                       | 689          | 22,86        |             |             |
|                          |                          |                          |                          |              |              |             |             |
| Suffrages exprimés       | Suffrages exprimés       | Suffrages exprimés       | Suffrages exprimés       | 3 014        | 95,83        | 2 971       | 94,53       |
| Votes blancs             | Votes blancs             | Votes blancs             | Votes blancs             | 82           | 2,61         | 111         | 3,53        |
| Votes nuls               | Votes nuls               | Votes nuls               | Votes nuls               | 49           | 1,56         | 61          | 1,94        |
| Total                    | Total                    | Total                    | Total                    | 3 145        | 100          | 3 143       | 100         |
| Abstention               | Abstention               | Abstention               | Abstention               | 7 499        | 70,45        | 7 503       | 70,48       |
| Inscrits / participation | Inscrits / participation | Inscrits / participation | Inscrits / participation | 10 644       | 29,55        | 10 646      | 29,52       |

### Canton de Carignan
| Candidats                | Candidats                | Partis                   | Nuance                   | Premier tour | Premier tour | Second tour | Second tour |
| Candidats                | Candidats                | Partis                   | Nuance                   | Voix         | %            | Voix        | %           |
| ------------------------ | ------------------------ | ------------------------ | ------------------------ | ------------ | ------------ | ----------- | ----------- |
|                          | Sylvie Tordo             | LR                       | UD                       | 1 625        | 51,52        | 2 149       | 68,99       |
|                          | Marc Wathy               | LR                       | UD                       | 1 625        | 51,52        | 2 149       | 68,99       |
|                          | Christine Binaut         | RN                       | RN                       | 800          | 25,36        | 966         | 31,01       |
|                          | Laurent Richard          | RN                       | RN                       | 800          | 25,36        | 966         | 31,01       |
|                          | Éric Beldjoudi           | DVD                      | DIV                      | 729          | 23,11        |             |             |
|                          | Héloïse Tupeanskas       | LREM                     | DIV                      | 729          | 23,11        |             |             |
|                          |                          |                          |                          |              |              |             |             |
| Suffrages exprimés       | Suffrages exprimés       | Suffrages exprimés       | Suffrages exprimés       | 3 154        | 94,04        | 3 115       | 91,51       |
| Votes blancs             | Votes blancs             | Votes blancs             | Votes blancs             | 141          | 4,20         | 203         | 5,96        |
| Votes nuls               | Votes nuls               | Votes nuls               | Votes nuls               | 59           | 1,76         | 86          | 2,53        |
| Total                    | Total                    | Total                    | Total                    | 3 354        | 100          | 3 404       | 100         |
| Abstention               | Abstention               | Abstention               | Abstention               | 7 826        | 70,00        | 7 782       | 69,57       |
| Inscrits / participation | Inscrits / participation | Inscrits / participation | Inscrits / participation | 11 180       | 30,00        | 11 186      | 30,43       |

### Canton de Charleville-Mézières-1
| Candidats                | Candidats                | Partis                   | Nuance                   | Premier tour | Premier tour | Second tour | Second tour |
| Candidats                | Candidats                | Partis                   | Nuance                   | Voix         | %            | Voix        | %           |
| ------------------------ | ------------------------ | ------------------------ | ------------------------ | ------------ | ------------ | ----------- | ----------- |
|                          | Michel Normand           | DVD                      | DVD                      | 1 061        | 48,49        | 1 534       | 68,79       |
|                          | Nathalie Robcis          | UDI                      | DVD                      | 1 061        | 48,49        | 1 534       | 68,79       |
|                          | Vincent Gibaru           | RN                       | RN                       | 580          | 26,51        | 696         | 31,21       |
|                          | Brigitte Paquet          | RN                       | RN                       | 580          | 26,51        | 696         | 31,21       |
|                          | Christine Caruzzi        | PCF                      | COM                      | 547          | 25,00        |             |             |
|                          | Esteban Evrard           | PCF                      | COM                      | 547          | 25,00        |             |             |
|                          |                          |                          |                          |              |              |             |             |
| Suffrages exprimés       | Suffrages exprimés       | Suffrages exprimés       | Suffrages exprimés       | 2 188        | 95,42        | 2 230       | 90,25       |
| Votes blancs             | Votes blancs             | Votes blancs             | Votes blancs             | 66           | 2,88         | 166         | 6,72        |
| Votes nuls               | Votes nuls               | Votes nuls               | Votes nuls               | 39           | 1,70         | 75          | 3,04        |
| Total                    | Total                    | Total                    | Total                    | 2 293        | 100          | 2 471       | 100         |
| Abstention               | Abstention               | Abstention               | Abstention               | 6 473        | 73,84        | 6 297       | 71,82       |
| Inscrits / participation | Inscrits / participation | Inscrits / participation | Inscrits / participation | 8 766        | 26,16        | 8 768       | 28,18       |

### Canton de Charleville-Mézières-2
| Candidats                | Candidats                | Partis                   | Nuance                   | Premier tour | Premier tour | Second tour | Second tour |
| Candidats                | Candidats                | Partis                   | Nuance                   | Voix         | %            | Voix        | %           |
| ------------------------ | ------------------------ | ------------------------ | ------------------------ | ------------ | ------------ | ----------- | ----------- |
|                          | Pierre Cordier           | LR                       | UD                       | 1 702        | 60,46        | 2 182       | 77,32       |
|                          | Catherine Degembe        | LR                       | UD                       | 1 702        | 60,46        | 2 182       | 77,32       |
|                          | Florence Allaire         | RN                       | RN                       | 565          | 20,07        | 640         | 22,68       |
|                          | Frédéric Manon           | RN                       | RN                       | 565          | 20,07        | 640         | 22,68       |
|                          | Damien Lerouge           | PS                       | UGE                      | 548          | 19,47        |             |             |
|                          | Anne Papier              | G.s                      | UGE                      | 548          | 19,47        |             |             |
|                          |                          |                          |                          |              |              |             |             |
| Suffrages exprimés       | Suffrages exprimés       | Suffrages exprimés       | Suffrages exprimés       | 2 815        | 94,97        | 2 822       | 91,45       |
| Votes blancs             | Votes blancs             | Votes blancs             | Votes blancs             | 94           | 3,17         | 177         | 5,74        |
| Votes nuls               | Votes nuls               | Votes nuls               | Votes nuls               | 55           | 1,86         | 87          | 2,82        |
| Total                    | Total                    | Total                    | Total                    | 2 964        | 100          | 3 086       | 100         |
| Abstention               | Abstention               | Abstention               | Abstention               | 7 535        | 71,77        | 7 417       | 70,62       |
| Inscrits / participation | Inscrits / participation | Inscrits / participation | Inscrits / participation | 10 499       | 28,23        | 10 503      | 29,38       |

### Canton de Charleville-Mézières-3
| Candidats                | Candidats                | Partis                   | Nuance                   | Premier tour | Premier tour | Second tour | Second tour |
| Candidats                | Candidats                | Partis                   | Nuance                   | Voix         | %            | Voix        | %           |
| ------------------------ | ------------------------ | ------------------------ | ------------------------ | ------------ | ------------ | ----------- | ----------- |
|                          | Robert Chauderlot        | DLF                      | UD                       | 1 537        | 54,48        | 2 029       | 66,85       |
|                          | Else Joseph              | LR                       | UD                       | 1 537        | 54,48        | 2 029       | 66,85       |
|                          | Agnès Fenaux             | EÉLV                     | UGE                      | 807          | 28,61        | 1 006       | 33,15       |
|                          | Manuel Ramalhete         | PS                       | UGE                      | 807          | 28,61        | 1 006       | 33,15       |
|                          | Martine Alix             | RN                       | RN                       | 477          | 16,91        |             |             |
|                          | Thierry Dauchy           | RN                       | RN                       | 477          | 16,91        |             |             |
|                          |                          |                          |                          |              |              |             |             |
| Suffrages exprimés       | Suffrages exprimés       | Suffrages exprimés       | Suffrages exprimés       | 2 821        | 92,74        | 3 035       | 90,01       |
| Votes blancs             | Votes blancs             | Votes blancs             | Votes blancs             | 161          | 5,29         | 244         | 7,24        |
| Votes nuls               | Votes nuls               | Votes nuls               | Votes nuls               | 60           | 1,97         | 93          | 2,76        |
| Total                    | Total                    | Total                    | Total                    | 3 042        | 100          | 3 372       | 100         |
| Abstention               | Abstention               | Abstention               | Abstention               | 6 677        | 68,70        | 6 348       | 65,31       |
| Inscrits / participation | Inscrits / participation | Inscrits / participation | Inscrits / participation | 9 719        | 31,30        | 9 720       | 34,69       |

### Canton de Charleville-Mézières-4
| Candidats                | Candidats                 | Partis                   | Nuance                   | Premier tour | Premier tour | Second tour | Second tour |
| Candidats                | Candidats                 | Partis                   | Nuance                   | Voix         | %            | Voix        | %           |
| ------------------------ | ------------------------- | ------------------------ | ------------------------ | ------------ | ------------ | ----------- | ----------- |
|                          | Eddy Czarny               | DVG                      | UCG                      | 540          | 35,36        | 1 122       | 69,73       |
|                          | Marie-Josée Moser         | UDI                      | UCG                      | 540          | 35,36        | 1 122       | 69,73       |
|                          | Luc Despas                | RN                       | RN                       | 392          | 25,67        | 487         | 30,27       |
|                          | Marie-France Gautier      | RN                       | RN                       | 392          | 25,67        | 487         | 30,27       |
|                          | Polina Beddelem           | LREM                     | UC                       | 301          | 19,71        |             |             |
|                          | Darkaoui Darkaoui Allaoui | MoDem                    | UC                       | 301          | 19,71        |             |             |
|                          | Patrick Tassin            | PCF                      | UGE                      | 294          | 19,25        |             |             |
|                          | Véronique Velter          | LFI                      | UGE                      | 294          | 19,25        |             |             |
|                          |                           |                          |                          |              |              |             |             |
| Suffrages exprimés       | Suffrages exprimés        | Suffrages exprimés       | Suffrages exprimés       | 1 527        | 95,62        | 1 609       | 93,71       |
| Votes blancs             | Votes blancs              | Votes blancs             | Votes blancs             | 43           | 2,69         | 71          | 4,14        |
| Votes nuls               | Votes nuls                | Votes nuls               | Votes nuls               | 27           | 1,69         | 37          | 2,15        |
| Total                    | Total                     | Total                    | Total                    | 1 597        | 100          | 1 717       | 100         |
| Abstention               | Abstention                | Abstention               | Abstention               | 5 550        | 77,65        | 5 436       | 76,00       |
| Inscrits / participation | Inscrits / participation  | Inscrits / participation | Inscrits / participation | 7 147        | 22,35        | 7 153       | 24,00       |

### Canton de Château-Porcien
| Candidats                | Candidats                | Partis                   | Nuance                   | Premier tour | Premier tour | Second tour | Second tour |
| Candidats                | Candidats                | Partis                   | Nuance                   | Voix         | %            | Voix        | %           |
| ------------------------ | ------------------------ | ------------------------ | ------------------------ | ------------ | ------------ | ----------- | ----------- |
|                          | Renaud Averly            | LR                       | UD                       | 1 922        | 49,84        | 2 373       | 61,59       |
|                          | Ingrid Boucher           | DVD                      | UD                       | 1 922        | 49,84        | 2 373       | 61,59       |
|                          | Christophe Henry         | SE                       | DIV                      | 988          | 25,62        | 1 480       | 38,41       |
|                          | Ariane Saulnier          | SE                       | DIV                      | 988          | 25,62        | 1 480       | 38,41       |
|                          | Joeffrey Ganhy           | RN                       | RN                       | 946          | 24,53        |             |             |
|                          | Noémie Piette            | RN                       | RN                       | 946          | 24,53        |             |             |
|                          |                          |                          |                          |              |              |             |             |
| Suffrages exprimés       | Suffrages exprimés       | Suffrages exprimés       | Suffrages exprimés       | 3 856        | 95,23        | 3 853       | 91,78       |
| Votes blancs             | Votes blancs             | Votes blancs             | Votes blancs             | 126          | 3,11         | 239         | 5,69        |
| Votes nuls               | Votes nuls               | Votes nuls               | Votes nuls               | 67           | 1,65         | 106         | 2,53        |
| Total                    | Total                    | Total                    | Total                    | 4 049        | 100          | 4 198       | 100         |
| Abstention               | Abstention               | Abstention               | Abstention               | 7 178        | 63,94        | 7 029       | 62,61       |
| Inscrits / participation | Inscrits / participation | Inscrits / participation | Inscrits / participation | 11 227       | 36,06        | 11 227      | 37,39       |

### Canton de Givet
| Candidats                | Candidats                | Partis                   | Nuance                   | Premier tour | Premier tour | Second tour | Second tour |
| Candidats                | Candidats                | Partis                   | Nuance                   | Voix         | %            | Voix        | %           |
| ------------------------ | ------------------------ | ------------------------ | ------------------------ | ------------ | ------------ | ----------- | ----------- |
|                          | Isabelle Coquet          | LR                       | DVD                      | 1 262        | 43,65        | 1 660       | 46,39       |
|                          | Claude Wallendorff       | DVD                      | DVD                      | 1 262        | 43,65        | 1 660       | 46,39       |
|                          | Jean-Pol Devresse        | DVD                      | DVD                      | 1 239        | 42,86        | 1 918       | 53,61       |
|                          | Fabienne Goffette        | DVD                      | DVD                      | 1 239        | 42,86        | 1 918       | 53,61       |
|                          | Benjamin Gérand          | RN                       | RN                       | 390          | 13,49        |             |             |
|                          | Amandine Magin           | RN                       | RN                       | 390          | 13,49        |             |             |
|                          |                          |                          |                          |              |              |             |             |
| Suffrages exprimés       | Suffrages exprimés       | Suffrages exprimés       | Suffrages exprimés       | 2 891        | 96,30        | 3 578       | 96,78       |
| Votes blancs             | Votes blancs             | Votes blancs             | Votes blancs             | 73           | 2,43         | 77          | 2,08        |
| Votes nuls               | Votes nuls               | Votes nuls               | Votes nuls               | 38           | 1,27         | 42          | 1,14        |
| Total                    | Total                    | Total                    | Total                    | 3 002        | 100          | 3 697       | 100         |
| Abstention               | Abstention               | Abstention               | Abstention               | 6 349        | 67,90        | 5 654       | 60,46       |
| Inscrits / participation | Inscrits / participation | Inscrits / participation | Inscrits / participation | 9 351        | 32,10        | 9 351       | 39,54       |

### Canton de Nouvion-sur-Meuse
| Candidats                | Candidats                     | Partis                   | Nuance                   | Premier tour | Premier tour | Second tour | Second tour |
| Candidats                | Candidats                     | Partis                   | Nuance                   | Voix         | %            | Voix        | %           |
| ------------------------ | ----------------------------- | ------------------------ | ------------------------ | ------------ | ------------ | ----------- | ----------- |
|                          | Brigitte Loizon               | DVG                      | DIV                      | 1 561        | 48,28        | 2 089       | 65,67       |
|                          | Christophe Marot              | DVG                      | DIV                      | 1 561        | 48,28        | 2 089       | 65,67       |
|                          | Jean-Luc Claude               | DVC                      | DVC                      | 857          | 26,51        | 1 092       | 34,33       |
|                          | Catherine Gennesseaux-Zanelli | DVC                      | DVC                      | 857          | 26,51        | 1 092       | 34,33       |
|                          | Chantal Biard                 | RN                       | RN                       | 815          | 25,21        |             |             |
|                          | Olivier Fostier               | RN                       | RN                       | 815          | 25,21        |             |             |
|                          |                               |                          |                          |              |              |             |             |
| Suffrages exprimés       | Suffrages exprimés            | Suffrages exprimés       | Suffrages exprimés       | 3 233        | 93,74        | 3 181       | 90,89       |
| Votes blancs             | Votes blancs                  | Votes blancs             | Votes blancs             | 140          | 4,06         | 227         | 6,49        |
| Votes nuls               | Votes nuls                    | Votes nuls               | Votes nuls               | 76           | 2,20         | 92          | 2,63        |
| Total                    | Total                         | Total                    | Total                    | 3 449        | 100          | 3 500       | 100         |
| Abstention               | Abstention                    | Abstention               | Abstention               | 7 225        | 67,69        | 7 138       | 67,10       |
| Inscrits / participation | Inscrits / participation      | Inscrits / participation | Inscrits / participation | 10 674       | 32,31        | 10 638      | 32,90       |

### Canton de Rethel
| Candidats                | Candidats                | Partis                   | Nuance                   | Premier tour | Premier tour | Second tour | Second tour |
| Candidats                | Candidats                | Partis                   | Nuance                   | Voix         | %            | Voix        | %           |
| ------------------------ | ------------------------ | ------------------------ | ------------------------ | ------------ | ------------ | ----------- | ----------- |
|                          | Michel Kociuba           | DVD                      | DVD                      | 1 521        | 46,02        | 2 013       | 55,49       |
|                          | Stéphanie Simon          | DVD                      | DVD                      | 1 521        | 46,02        | 2 013       | 55,49       |
|                          | Joseph Afribo            | LR                       | DVD                      | 1 291        | 39,06        | 1 615       | 44,51       |
|                          | Chantal Destrumelle      | DVD                      | DVD                      | 1 291        | 39,06        | 1 615       | 44,51       |
|                          | Grégory Delenclos        | RN                       | RN                       | 493          | 14,92        |             |             |
|                          | Nadine Delsuc            | RN                       | RN                       | 493          | 14,92        |             |             |
|                          |                          |                          |                          |              |              |             |             |
| Suffrages exprimés       | Suffrages exprimés       | Suffrages exprimés       | Suffrages exprimés       | 3 305        | 95,14        | 3 628       | 94,04       |
| Votes blancs             | Votes blancs             | Votes blancs             | Votes blancs             | 102          | 2,94         | 126         | 3,27        |
| Votes nuls               | Votes nuls               | Votes nuls               | Votes nuls               | 67           | 1,93         | 104         | 2,70        |
| Total                    | Total                    | Total                    | Total                    | 3 474        | 100          | 3 858       | 100         |
| Abstention               | Abstention               | Abstention               | Abstention               | 6 067        | 63,59        | 5 684       | 59,57       |
| Inscrits / participation | Inscrits / participation | Inscrits / participation | Inscrits / participation | 9 541        | 36,41        | 9 542       | 40,43       |

### Canton de Revin
| Candidats                | Candidats                | Partis                   | Nuance                   | Premier tour | Premier tour | Second tour | Second tour |
| Candidats                | Candidats                | Partis                   | Nuance                   | Voix         | %            | Voix        | %           |
| ------------------------ | ------------------------ | ------------------------ | ------------------------ | ------------ | ------------ | ----------- | ----------- |
|                          | Dominique Ruelle         | PS                       | DVG                      | 1 700        | 71,22        | 1 732       | 71,75       |
|                          | Mathieu Sonnet           | DVG                      | DVG                      | 1 700        | 71,22        | 1 732       | 71,75       |
|                          | Felice Cipolla           | RN                       | RN                       | 687          | 28,78        | 682         | 28,25       |
|                          | Maryse Despas            | RN                       | RN                       | 687          | 28,78        | 682         | 28,25       |
|                          |                          |                          |                          |              |              |             |             |
| Suffrages exprimés       | Suffrages exprimés       | Suffrages exprimés       | Suffrages exprimés       | 2 387        | 94,80        | 2 414       | 95,30       |
| Votes blancs             | Votes blancs             | Votes blancs             | Votes blancs             | 66           | 2,62         | 57          | 2,25        |
| Votes nuls               | Votes nuls               | Votes nuls               | Votes nuls               | 65           | 2,58         | 62          | 2,45        |
| Total                    | Total                    | Total                    | Total                    | 2 518        | 100          | 2 533       | 100         |
| Abstention               | Abstention               | Abstention               | Abstention               | 6 556        | 72,25        | 6 543       | 72,09       |
| Inscrits / participation | Inscrits / participation | Inscrits / participation | Inscrits / participation | 9 074        | 27,75        | 9 076       | 27,91       |

### Canton de Rocroi
| Candidats                | Candidats                | Partis                   | Nuance                   | Premier tour | Premier tour | Second tour | Second tour |
| Candidats                | Candidats                | Partis                   | Nuance                   | Voix         | %            | Voix        | %           |
| ------------------------ | ------------------------ | ------------------------ | ------------------------ | ------------ | ------------ | ----------- | ----------- |
|                          | Brice Fauvarque          | DVD                      | UD                       | 1 767        | 53,32        | 2 330       | 67,52       |
|                          | Mélanie Stevenin         | DVD                      | UD                       | 1 767        | 53,32        | 2 330       | 67,52       |
|                          | Béatrice Cardon          | DVD                      | DVD                      | 903          | 27,25        | 1 121       | 32,48       |
|                          | Régis Depaix             | DVD                      | DVD                      | 903          | 27,25        | 1 121       | 32,48       |
|                          | Laurence Demarly         | RN                       | RN                       | 644          | 19,43        |             |             |
|                          | Joël Zaremba             | RN                       | RN                       | 644          | 19,43        |             |             |
|                          |                          |                          |                          |              |              |             |             |
| Suffrages exprimés       | Suffrages exprimés       | Suffrages exprimés       | Suffrages exprimés       | 3 314        | 94,25        | 3 451       | 91,76       |
| Votes blancs             | Votes blancs             | Votes blancs             | Votes blancs             | 136          | 3,87         | 192         | 5,11        |
| Votes nuls               | Votes nuls               | Votes nuls               | Votes nuls               | 66           | 1,88         | 118         | 3,14        |
| Total                    | Total                    | Total                    | Total                    | 3 516        | 100          | 3 761       | 100         |
| Abstention               | Abstention               | Abstention               | Abstention               | 7 366        | 67,69        | 7 123       | 65,44       |
| Inscrits / participation | Inscrits / participation | Inscrits / participation | Inscrits / participation | 10 882       | 32,31        | 10 884      | 34,56       |

### Canton de Sedan-1
| Candidats                | Candidats                | Partis                   | Nuance                   | Premier tour | Premier tour | Second tour | Second tour |
| Candidats                | Candidats                | Partis                   | Nuance                   | Voix         | %            | Voix        | %           |
| ------------------------ | ------------------------ | ------------------------ | ------------------------ | ------------ | ------------ | ----------- | ----------- |
|                          | Jean Godard              | LR                       | UCD                      | 823          | 34,02        | 1 551       | 67,26       |
|                          | Inès Regnault de Montgon | LREM                     | UCD                      | 823          | 34,02        | 1 551       | 67,26       |
|                          | Virginie Andrezejeusky   | RN                       | RN                       | 613          | 25,34        | 755         | 32,74       |
|                          | Patrice Legrand          | RN                       | RN                       | 613          | 25,34        | 755         | 32,74       |
|                          | Monique Hucorne          | DVG                      | DVG                      | 588          | 24,31        |             |             |
|                          | Maxime Villa             | DVG                      | DVG                      | 588          | 24,31        |             |             |
|                          | Anne du Souich           | LFI                      | UG                       | 280          | 11,58        |             |             |
|                          | Christophe Rennesson     | DVG                      | UG                       | 280          | 11,58        |             |             |
|                          | Bertrand Bonhomme        | LR                       | UD                       | 115          | 4,75         |             |             |
|                          | Sonia Eloy               | DVD                      | UD                       | 115          | 4,75         |             |             |
|                          |                          |                          |                          |              |              |             |             |
| Suffrages exprimés       | Suffrages exprimés       | Suffrages exprimés       | Suffrages exprimés       | 2 419        | 95,27        | 2 306       | 90,68       |
| Votes blancs             | Votes blancs             | Votes blancs             | Votes blancs             | 83           | 3,27         | 166         | 6,53        |
| Votes nuls               | Votes nuls               | Votes nuls               | Votes nuls               | 37           | 1,46         | 71          | 2,79        |
| Total                    | Total                    | Total                    | Total                    | 2 539        | 100          | 2 543       | 100         |
| Abstention               | Abstention               | Abstention               | Abstention               | 6 757        | 72,69        | 6 744       | 72,62       |
| Inscrits / participation | Inscrits / participation | Inscrits / participation | Inscrits / participation | 9 296        | 27,31        | 9 287       | 27,38       |

### Canton de Sedan-2
| Candidats                | Candidats                 | Partis                   | Nuance                   | Premier tour | Premier tour | Second tour | Second tour |
| Candidats                | Candidats                 | Partis                   | Nuance                   | Voix         | %            | Voix        | %           |
| ------------------------ | ------------------------- | ------------------------ | ------------------------ | ------------ | ------------ | ----------- | ----------- |
|                          | Anne Dumay                | DVD                      | DVD                      | 889          | 46,84        | 1 334       | 64,41       |
|                          | Thierry Maljean           | LR                       | DVD                      | 889          | 46,84        | 1 334       | 64,41       |
|                          | Aurélien Behr             | DVG                      | UG                       | 546          | 28,77        | 737         | 35,59       |
|                          | Catherine Frankinet Bidot | DVG                      | UG                       | 546          | 28,77        | 737         | 35,59       |
|                          | Christine Brosse          | RN                       | RN                       | 463          | 24,39        |             |             |
|                          | Michaël Paucot            | RN                       | RN                       | 463          | 24,39        |             |             |
|                          |                           |                          |                          |              |              |             |             |
| Suffrages exprimés       | Suffrages exprimés        | Suffrages exprimés       | Suffrages exprimés       | 1 898        | 95,91        | 2 071       | 93,80       |
| Votes blancs             | Votes blancs              | Votes blancs             | Votes blancs             | 46           | 2,32         | 84          | 3,80        |
| Votes nuls               | Votes nuls                | Votes nuls               | Votes nuls               | 35           | 1,77         | 53          | 2,40        |
| Total                    | Total                     | Total                    | Total                    | 1 979        | 100          | 2 208       | 100         |
| Abstention               | Abstention                | Abstention               | Abstention               | 5 133        | 72,17        | 4 906       | 68,96       |
| Inscrits / participation | Inscrits / participation  | Inscrits / participation | Inscrits / participation | 7 112        | 27,83        | 7 114       | 31,04       |

### Canton de Sedan-3
| Candidats                | Candidats                | Partis                   | Nuance                   | Premier tour | Premier tour | Second tour | Second tour |
| Candidats                | Candidats                | Partis                   | Nuance                   | Voix         | %            | Voix        | %           |
| ------------------------ | ------------------------ | ------------------------ | ------------------------ | ------------ | ------------ | ----------- | ----------- |
|                          | Odile Berteloodt         | LR                       | DVD                      | 1 126        | 53,21        | 1 803       | 100         |
|                          | Alban Collinet           | DVD                      | DVD                      | 1 126        | 53,21        | 1 803       | 100         |
|                          | Véronique Dauchy         | RN                       | RN                       | 513          | 24,24        | Retrait     | Retrait     |
|                          | Éric Dureux              | RN                       | RN                       | 513          | 24,24        | Retrait     | Retrait     |
|                          | Alain Janvre             | PCF                      | UG                       | 284          | 13,42        |             |             |
|                          | Sophie Perrin            | LFI                      | UG                       | 284          | 13,42        |             |             |
|                          | Bernard Detrez           | DVD                      | DVD                      | 193          | 9,12         |             |             |
|                          | Emmanuelle Morelle       | DVD                      | DVD                      | 193          | 9,12         |             |             |
|                          |                          |                          |                          |              |              |             |             |
| Suffrages exprimés       | Suffrages exprimés       | Suffrages exprimés       | Suffrages exprimés       | 2 116        | 94,97        | 1 803       | 77,45       |
| Votes blancs             | Votes blancs             | Votes blancs             | Votes blancs             | 82           | 3,68         | 428         | 18,38       |
| Votes nuls               | Votes nuls               | Votes nuls               | Votes nuls               | 30           | 1,35         | 97          | 4,17        |
| Total                    | Total                    | Total                    | Total                    | 2 228        | 100          | 2 328       | 100         |
| Abstention               | Abstention               | Abstention               | Abstention               | 5 799        | 72,24        | 5 701       | 71,01       |
| Inscrits / participation | Inscrits / participation | Inscrits / participation | Inscrits / participation | 8 027        | 27,76        | 8 029       | 28,99       |

### Canton de Signy-l'Abbaye
| Candidats                | Candidats                | Partis                   | Nuance                   | Premier tour | Premier tour | Second tour | Second tour |
| Candidats                | Candidats                | Partis                   | Nuance                   | Voix         | %            | Voix        | %           |
| ------------------------ | ------------------------ | ------------------------ | ------------------------ | ------------ | ------------ | ----------- | ----------- |
|                          | Mélanie Lesieur          | DVD                      | DVD                      | 2 029        | 49,07        | 2 588       | 62,62       |
|                          | Lionel Vuibert           | Agir                     | DVD                      | 2 029        | 49,07        | 2 588       | 62,62       |
|                          | Françoise Jeannelle      | LR                       | LR                       | 1 135        | 27,45        | 1 545       | 37,38       |
|                          | Jean-Marc Rousseaux      | LR                       | LR                       | 1 135        | 27,45        | 1 545       | 37,38       |
|                          | Marie-Simone Poublon     | RN                       | RN                       | 971          | 23,48        |             |             |
|                          | Jérémy Singery           | RN                       | RN                       | 971          | 23,48        |             |             |
|                          |                          |                          |                          |              |              |             |             |
| Suffrages exprimés       | Suffrages exprimés       | Suffrages exprimés       | Suffrages exprimés       | 4 135        | 93,11        | 4 133       | 90,72       |
| Votes blancs             | Votes blancs             | Votes blancs             | Votes blancs             | 227          | 5,11         | 293         | 6,43        |
| Votes nuls               | Votes nuls               | Votes nuls               | Votes nuls               | 79           | 1,78         | 130         | 2,85        |
| Total                    | Total                    | Total                    | Total                    | 4 441        | 100          | 4 556       | 100         |
| Abstention               | Abstention               | Abstention               | Abstention               | 7 248        | 62,01        | 7 124       | 60,99       |
| Inscrits / participation | Inscrits / participation | Inscrits / participation | Inscrits / participation | 11 689       | 37,99        | 11 680      | 39,01       |

### Canton de Villers-Semeuse
| Candidats                | Candidats                | Partis                   | Nuance                   | Premier tour | Premier tour | Second tour | Second tour |
| Candidats                | Candidats                | Partis                   | Nuance                   | Voix         | %            | Voix        | %           |
| ------------------------ | ------------------------ | ------------------------ | ------------------------ | ------------ | ------------ | ----------- | ----------- |
|                          | Jérémy Dupuy             | PS                       | DVG                      | 1 658        | 52,44        | 2 127       | 67,78       |
|                          | Cathy Ninin              | DVG                      | DVG                      | 1 658        | 52,44        | 2 127       | 67,78       |
|                          | Dominique Nicolas-Viot   | DVG                      | DVD                      | 757          | 23,94        | 1 011       | 32,22       |
|                          | Joël Rousseaux           | DVD                      | DVD                      | 757          | 23,94        | 1 011       | 32,22       |
|                          | Nathalie Charlier        | RN                       | RN                       | 747          | 23,62        |             |             |
|                          | Jean-Marc Ory            | RN                       | RN                       | 747          | 23,62        |             |             |
|                          |                          |                          |                          |              |              |             |             |
| Suffrages exprimés       | Suffrages exprimés       | Suffrages exprimés       | Suffrages exprimés       | 3 162        | 96,20        | 3 138       | 91,92       |
| Votes blancs             | Votes blancs             | Votes blancs             | Votes blancs             | 84           | 2,56         | 184         | 5,39        |
| Votes nuls               | Votes nuls               | Votes nuls               | Votes nuls               | 41           | 1,25         | 92          | 2,69        |
| Total                    | Total                    | Total                    | Total                    | 3 287        | 100          | 3 414       | 100         |
| Abstention               | Abstention               | Abstention               | Abstention               | 7 354        | 69,11        | 7 228       | 67,92       |
| Inscrits / participation | Inscrits / participation | Inscrits / participation | Inscrits / participation | 10 641       | 30,89        | 10 642      | 32,08       |

### Canton de Vouziers
| Candidats                | Candidats                | Partis                   | Nuance                   | Premier tour | Premier tour | Second tour | Second tour |
| Candidats                | Candidats                | Partis                   | Nuance                   | Voix         | %            | Voix        | %           |
| ------------------------ | ------------------------ | ------------------------ | ------------------------ | ------------ | ------------ | ----------- | ----------- |
|                          | Yann Dugard              | DVD                      | DVD                      | 1 730        | 46,95        | 2 540       | 100         |
|                          | Anne Fraipont            | LR                       | DVD                      | 1 730        | 46,95        | 2 540       | 100         |
|                          | Pascale Colson Vlieghe   | DVG                      | DIV                      | 1 115        | 30,26        | Retrait     | Retrait     |
|                          | Frédéric Courvoisier     | DVG                      | DIV                      | 1 115        | 30,26        | Retrait     | Retrait     |
|                          | Ophélie Cuif             | RN                       | RN                       | 840          | 22,80        |             |             |
|                          | Christian Pierrat        | RN                       | RN                       | 840          | 22,80        |             |             |
|                          |                          |                          |                          |              |              |             |             |
| Suffrages exprimés       | Suffrages exprimés       | Suffrages exprimés       | Suffrages exprimés       | 3 685        | 95,15        | 2 540       | 70,77       |
| Votes blancs             | Votes blancs             | Votes blancs             | Votes blancs             | 126          | 3,25         | 808         | 22,51       |
| Votes nuls               | Votes nuls               | Votes nuls               | Votes nuls               | 62           | 1,60         | 241         | 6,71        |
| Total                    | Total                    | Total                    | Total                    | 3 873        | 100          | 3 589       | 100         |
| Abstention               | Abstention               | Abstention               | Abstention               | 5 965        | 60,63        | 6 249       | 63,52       |
| Inscrits / participation | Inscrits / participation | Inscrits / participation | Inscrits / participation | 9 838        | 39,37        | 9 838       | 36,48       |